# Bükköskút
Bükköskút (1890-ig Bukovina, szlovákul: Bukovina)  Szénásfalu településrésze, korábban önálló falu Szlovákiában, a Besztercebányai kerületben, a Garamszentkereszti járásban.

## Fekvése
Garamszentkereszttől 12 km-re délnyugatra a Garam jobb partján fekszik.

## Nevének eredete
Neve a szlovák buk (= bükk) főnévből származik, a névutótag savanyúvizeire utal.

## Története
Vályi András szerint "BUKOVINA. Elegyes falu Bars Vármegyében, földes ura a’ Királyi Kamara, fekszik Garam vize mellett, Kerestöl más fél mértföldnyire, jó savanyú vizéröl esméretes, hútája is van, erdei nagyok, és makk termők, tűzre, és épűletre fája elég, legelője marháinak hasznos, gyümöltsös kertyei jók, káposztássa elég, malma helyben, mivel a’ Bánya Városoknak szomszédságokban vagyon, könnyű eladásra való helyei vannak, és a’ szekerezésböl is jó hasznot vehetnek; de mivel földgyei hegyek között vagynak, és néhol nehezen miveltetnek, második Osztálybéli."
Fényes Elek szerint "Bukovina, tót falu, Bars vgyében, Vichnyéhez 1/2 óra: 99 kath., 1 evang. lak. Sok gyümölcs. Derék erdő. F. u. a kamara. Ut. p. Selmecz."
A trianoni békeszerződésig Bars vármegye Garamszentkereszti járásához tartozott.

## Népessége
1910-ben 196, túlnyomórészt szlovák lakosa volt.
2001-ben Szénásfalu 549 lakosából 547 szlovák volt.